# Bolama
Bolama – miasto w Gwinei Bissau. Stolica regionu Bolama. Położone na wyspie o tej samej nazwie, w archipelagu Bijagós.

## Miasta partnerskie
- Faro